# Arma 3
Arma 3 je český vojenský sandbox od Bohemia Interactive, která je pokračováním série Arma. V červnu 2012 byla na herním festivalu E3 předvedena alfa verze hry. Hra byla vydána 12. září roku 2013. Děj se odehrává okolo roku 2035, kde proti sobě bojují síly NATO a Íránu. Hra byla v soutěži Booom 2013 zvolena Nejlepší českou hrou roku. Současně byla v soutěži Česká hra roku oceněna za technický přínos české herní tvorbě.

## Zasazení

Ostrov Lémnos (ve hře jako Altis)

Ve hře jsou zpracovány dva řecké ostrovy o celkové rozloze 290 km2, nacházející se na severu Egejského moře.
- Altis – je vytvořen podle skutečného ostrova Lémnos (Limnos). Rozkládá se na rozloze 270 km2. Tvorba mapy probíhala na základě satelitních snímků a fotografií pořízených na místě.[3] Oproti skutečnosti je o něco menší a obsahuje více vegetace a vojenských objektů. Na ostrově se díky podnebí nachází řada slunečných a větrných elektráren.

- Stratis − je ostrov nacházející se zhruba 30 km jihozápadně od Altisu s rozlohou přes 19 km2. Je vytvořený podle ostrova Agios Efstratios (Ai Stratis).[4] Stratis je díky své husté vegetaci odlišný od Altisu. Na západní straně se nachází letiště. Vozovky tvoří zejména nezpevněný povrch. Ostrov Stratis, na rozdíl od ostrova Altis, obsahovala již alfa verze hry.[5]

Na obou ostrovech se nachází velké množství vojenských základen.
Novinkou v sérii ArmA je zpracovaný podvodní svět a možnost se potápět.
Je možné přidat další mapy vytvořené komunitou.

## Příběh
Příběhová kampaň se jmenuje Východní vítr a je rozdělena do tří stáhnutelných DLC: Survive, Adapt a Win.

### Survive
Síly NATO začnou opouštět republiku Altis, kde posledních pět let od konce místní občanské války udržují mír. Napětí se stupňuje a altiské ozbrojené síly (AAF) zahajují blokádu. Vakuum vytvořené odchodem sil NATO vytvoří vhodné podmínky pro vpád vojsk východu vedené Íránem (CSAT).
Demontáž vybavení na ostrově Stratis je v plném proudu, když se hlavní hrdina, desátník Ben Kerry – člen formace Task Force Aegis, z nenadání ocitá pod útokem AAF. Všechna místní velení NATO padla a komunikace s vnějším světem byla přerušena.
Zbylým jednotkám se podařilo přeskupit se v táboře Maxwell.
Velení se ujímá nejvyšší přeživší důstojník kapitán Scott Miller – britský voják, příslušník Combat Technology Research Group, který se v minulosti účastnil bojů v Afghánistánu, Pacifiku a na Blízkém východě.
Z tábora Maxwell podnikají výpady proti nepříteli, který má nad nimi početní i technickou převahu. Jednotky AAF však jejich postavení lokalizovali a uprostřed noci zahájili útok. Útok byl s těžkými ztrátami odražen. Kapitánu Millerovi se podaří navázat kontakt s vedením zdravotnické sekce NATO. V posledním zoufalém pokusu útočí na hlavní město s cílem uvolnit cestu posilám. Na ostrov však nečekaně doráží síly CSAT a operace je přerušena. Přeživší vojáci ve dvou člunech ustupují na Altis, na moři jsou však zpozorováni nepřátelskými helikoptérami a potopeni.

### Adapt
Desátník Ben Kerry nabývá vědomí na pobřeží Altisu. Naváže kontakt s dalšími přeživšími a společně se přidávají k partyzánské buňce FIA, kterou vede Kostas Stavrou. S nepřítelem bojují guerillovým stylem.
FIA se dozví o chystané invazi NATO a rozhodne se ji podpořit. NATO ovšem nemá žádné zprávy o působení partyzánů na Altisu, což vede k tomu, že omylem napadá jejich jednotky. Stavrou byl pravděpodobně zabit. Miller a jeho tým jsou nezvěstní, a Kerry se přidává k silám NATO. Při rozhovoru s důstojníkem se dozvídá, že NATO nemá žádné zprávy o působení britských jednotek v oblasti.

## Postavy
- Ben Kerry – desátník Kerry je voják NATO účastnící se mise na Stratisu a hlavní postava hry. Narodil se v Portlandu v roce 2015. V Evropě působí od roku 2034. Je nucen bojovat proti jednotkám AAF, které zaútočily na zbývající síly NATO v egejské oblasti. Později se do boje zapojuje i CSAT a Kerry se spolu s ostatními stahuje na Altis. Zde se účastní bojů po boku partyzánů.[7]
- Scott Miller – kapitán Miller je britský důstojník, který po smrti MacKinnona převzal velení nad silami NATO na Stratisu. Ty pod jeho vedením bojují proti AAF. Později se, spolu s Kerrym, připojuje k FIA. Později však vychází najevo, že NATO i FIA pouze využíval k získání tektonické zbraně, jež se nachází na Altisu. Původně měl být hlavní postavou on.[8]
- Kostas Stavrou – velitel FIA. Jeho jednotky spolupracují s Millerem a Kerrym.
- Nikos Panagopoulos – významný představitel FIA. Má na starosti především zásobování.
- Seržant Adams – Kerryho nadřízený a přítel. Bojují spolu proti vojákům AAF, ale Adams je zabit minou.
- Andrew MacKinnon – plukovník MacKinnon je velitel sil NATO v oblasti. Je zabit na začátku bojů.
- Vahid Namdar – plukovník Namdar velí invazi jednotek CSAT na Altis.
- Georgios Akhanteros – velitel jednotek AAF. Je spojencem CSAT.

## Vývoj
- Lémnos byl vybrán jako inspirace pro hru ARMA 3 poté, co generální ředitel společnosti Bohemia Interactive Studio Marek Španěl navštívil ostrov na dovolené.[3]
- 19. května 2011 − Bohemia Interactive oficiálně oznamuje vývoj Army 3[9]
- červen 2012 − na herním festivalu E3 předvedena alfa verze[1]
- 5. března 2013 − vydána Arma 3 Alpha, okamžitě se na Steamu dostala na první příčku prodejnosti a nakonec se stala nejprodávanějším titulem týdne[10]
- V období kolem vydání alfa verze na hře pracovalo zhruba 70 lidí.[11]
- 25. června 2013 − Arma 3 Beta[12]
- 6. srpna 2013 – oznámeno, že kampaň vyjde ve formě 3 bezplatných přídavků a to až po vydání plné verze.[2]
- 12. září 2013 − vydána plná verze hry[2]
- 31. října 2013 – vydána první část kampaně Survive
- 21. ledna 2014 – vydána druhá část kampaně Adapt
- 20. března 2014 – vydána třetí část kampaně Win
- 14. července 2014 – vydán Bootcamp Update, obsahující výukovou kampaň.[13]

## Přijetí
V době vydání hry recenzenti vyčítali převážně chybějící kampaň, problémy s umělou inteligencí a technické chyby. Chválena byla zejména volnost a rozlehlý herní svět, povedená optimalizace, propracovaný editor a multiplayer.
| Recenzent      | Hodnocení | Verdikt |
| -------------- | --------- | --- |
| Zing.cz        | 9/10      | Otevřený, propracovaný a vyšperkovaný simulátor a víc než důstojný nástupce série Arma. Pokud preferujete realističtější hratelnost a fakt, že vám hra nenaservíruje všechno přímo pod čumák, na nic nečekejte a vydejte se do boje, který si vás dokáže získat na zatraceně dlouhou dobu. |
| Games.cz       | 8/10      | Arma 3 je výborná vojenská simulace a zároveň konečně i hra, která má své chyby, ale při obrovském rozsahu se většina z nich dá tolerovat. Lepší „simulátor pěšáka“ nenajdete a větší sandboxové hřiště také ne. |
| Bonusweb.cz    | 8/10      | Arma 3 je asi přesně tím, co všichni fanoušcí série čekali. Určitě mohla být vyladěnější, ale stále platí, že nic ani vzdáleně podobného na trhu nenajdete. |
| Hrej.cz        | 8/10      | Vrchol série ve všech ohledech. Nádherná a realistická hra, která přitom naštěstí nezapomíná být zábavná. Čekáme ale ještě na to, jak dopadne kampaň. |
| Czechgamer.com | 7,5/10    | ArmA III je stejně jako jeho předchůdci kvalitní simulace, plná verze však přišla příliš brzo. Zatím připomíná spíše „pískoviště“ pro tvorbou posedlé hráče než plnohodnotnou hru. |
| Doupě.cz       | 7/10      | … Jedná se totiž o neúplný produkt. Vlastně to vypadá, jako kdyby někdo vzal solidní základ, který konečně vypadá jako hra, za jejíž technické zpracování se nemusíme stydět a vyřízl z něj téměř všechen obsah. Pokud pokukujete hlavně po multiplayeru a jste se sérií a jejími pravidly obeznámeni, pak není co řešit. |
| Eurogamer.cz   | 7/10      | Je jasné, že na jednu stranu Arma 3 ukazuje svůj obří rozsah a hlavně díky komunitě i vcelku bohatý obsah, ale asi už definitivně se nedokáže zbavit toho břímě na dnešní dobu chybové a hodně nedokonalé hry, která je plná velkých i drobných zaškobrtnutí. Proto nakonec vidíte stejnou známku, jakou od nás dostal její předchůdce. Asi i do třetice Arma rozdělí hráčstvo na dva tábory: Jedněm staré známé nemoci už po těch letech nevadí a při hraní tak zvedají nohy aby nezakopli, ovšem ten druhý tábor je zvedat stále a znovu nechce. Takže na jakou stranu se přidáte vy? |

## Kontroverze

### Zadržení vývojáři
Dne 11. září 2012 byli na Lémnu zadrženi dva čeští vývojáři a obviněni ze špionáže.
Podle policejního vyšetřování se provinili dopoledne v neděli 9. září tím, že v těsné blízkosti a okolí vojenské základny na ostrově Lémnos pořizovali různé audiovizuální materiály. Za tento přečin jim teoreticky hrozilo až 20 let vězení.
Na zadržení měly zásadní vliv vyhrocené řecko-turecké vztahy.
Propuštěni byli až 15. ledna 2013 na kauci 5000 eur za každého z nich, po celkem 128 dnech ve vazbě.
V současné době se čeká na rozhodnutí řecké justice. Na průtahy ve vyšetřování má zřejmě vliv probíhající krize.

### Zákaz v Íránu
V září 2012 bylo oznámeno, že ArmA 3 nedostala v Íránu licenci, tudíž se tam nesmí prodávat. Organizacím se nelíbí zobrazování íránských jednotek jako nepřátel NATO.

### Změna názvu ostrova
V důsledku incidentu zatčení dvou vývojářů, 2. února 2013 Bohemia Interactive oznámila, že se jméno hlavního ostrova Limnos změní na Altis.
Nové jméno podle tiskové zprávy stále odráží středomořskou identitu prostředí, ale odlišuje jej od skutečného řeckého ostrova, který sloužil jako zdroj inspirace. Menšímu ostrovu s názvem Stratis jméno zůstalo.

### Využití záběrů ze hry k propagandě
V květnu 2025 použil Pákistán záběry ze hry v propagandistickém videu k zastrašení svého rivala Indie. V dané době probíhal válečný konflikt mezi oběma jadernými mocnostmi o území Kašmíru.